# イム・ジミン
イム・ジミン（임지민、2001年5月22日 - ）は、韓国の歌手。男性アイドルグループ・JUST Bのメンバー。Bluedotエンターテインメント所属。身長178cm。血液型B型。

## 来歴
2017年、FAVEエンターテインメントに所属し、研修生グループ・FAVEBOYSのメンバーとなった。
2018年、SBSのスターオーディション番組『THE FAN』に出演し、最終順位は3位。
2019年5月12日に1stシングルアルバム『MINI』を発売し、ソロデビューを果たした。同年12月11日には、2ndシングルアルバム『Youth』を発売。
2021年5月20日、Bluedotエンターテインメントから男性アイドルグループ・JUST Bのメンバーとしてデビューすることが発表された。同年6月30日、JUST Bのメンバーとしてデビューし、グループではリーダーを務める。

## ディスコグラフィ

### シングルアルバム
- 『MINI』（2019年5月12日）
- 『Youth』（2019年12月11日）

## 出演

### テレビ番組
- THE FAN（SBS、2018年11月24日 - 2019年3月29日）